# Rhynchoferella simplex
Rhynchoferella simplex är en fjärilsart som beskrevs av Embrik Strand 1915. Rhynchoferella simplex ingår i släktet Rhynchoferella och familjen Copromorphidae. Inga underarter finns listade i Catalogue of Life.